# 杰梅因·杜普里
杰梅因·杜普里·莫尔丁（Jermaine Dupri Mauldin，1972年9月23日—），通常被称为杰梅因·杜普里（Jermaine Dupri），是一名美国唱片制作人、作曲人、说唱歌手。

## 音乐作品
- 《Life in 1472》 (1998)
- 《Instructions》 (2001)